# Leptolejeunea yangii
Leptolejeunea yangii là một loài Rêu trong họ Lejeuneaceae. Loài này được M.J. Lai mô tả khoa học đầu tiên năm 1976.